# Белов, Алексей (футболист)
Алексей Белов (эст. Aleksei Belov; 4 марта 1992, Таллин) — эстонский футболист, нападающий.

## Биография
На детско-юношеском уровне выступал за клубы «Транс» (Нарва), «ТФМК» (Таллин), «Флора» (Раквере). 5 апреля 2008 года в 16-летнем возрасте дебютировал в составе ТФМК в матче высшей лиги Эстонии против «Тулевика», заменив на 85-й минуте Владислава Гусева. Всего в первом сезоне сыграл 2 матча в высшей лиге, также играл за второй состав ТФМК в первой лиге.
Летом 2008 года перешёл в немецкий клуб «Арминия» (Билефельд), где выступал за команды до 17 и до 19 лет. Затем играл на любительском уровне за «Bielefeld 04/26» и «SC Verl II».
В начале 2012 года вернулся в Эстонию и подписал контракт с таллинской «Флорой». В первой половине сезона сыграл 4 матча и забил один гол в чемпионате страны, а также стал обладателем Суперкубка Эстонии, забив в матче против «Транса» один из голов. В середине сезона 2012 года был отдан в аренду в «Вильянди», в следующих сезонах играл за другие клубы высшей лиги — «Транс» и «Калев» (Таллин).
Всего в высшей лиге Эстонии сыграл 51 матч и забил 8 голов.
В конце карьеры играл в первой лиге Эстонии за «Калев» (Таллин) и «Тарвас» (Раквере). В 2016 году забил 13 голов за половину сезона и вошёл в десятку лучших снайперов лиги. Также в этот период играл на любительском уровне в низших лигах Германии.
Выступал за сборную Эстонии среди 19-летних. В 2010 году стал автором «дубля» в победном выездном матче против ровесников из Норвегии.
По состоянию на 2021 год работал детским тренером в клубе «TuS Dornberg».